# Gouvernement de l'Espagne
Le Gouvernement du royaume d'Espagne (en espagnol : Gobierno del Reino de España) est l'institution politique exerçant le pouvoir exécutif et réglementaire au niveau national en Espagne.
Son existence sous sa forme actuelle est établie par la Constitution de 1978, et son fonctionnement régi par la loi relative au Gouvernement de 1997. Dirigé par le président du gouvernement, composé de ministres en nombre variable, il est responsable devant les Cortes Generales. Son siège est installé au complexe du palais de la Moncloa, à Madrid.

## Membres

### Généralités
Le Gouvernement se compose du président du gouvernement, investi devant le roi après son élection par le Congrès des députés, d'un ou plusieurs vice-président le cas échéant, et des ministres. Pour devenir membre du Gouvernement, il est nécessaire d'être majeur, de jouir de la citoyenneté espagnole, du droit de vote et d'éligibilité, et ne pas avoir été condamné définitivement à une peine interdisant l'accès à un emploi public.
À l'instar du chef du gouvernement, les autres membres de l'exécutif ne peuvent exercer aucune autre fonction publique que celle découlant de leurs attributions, ni aucune activité professionnelle ou commerciale. Ils peuvent en revanche continuer d'accomplir leur mandat parlementaire.

### Nomination et cessation

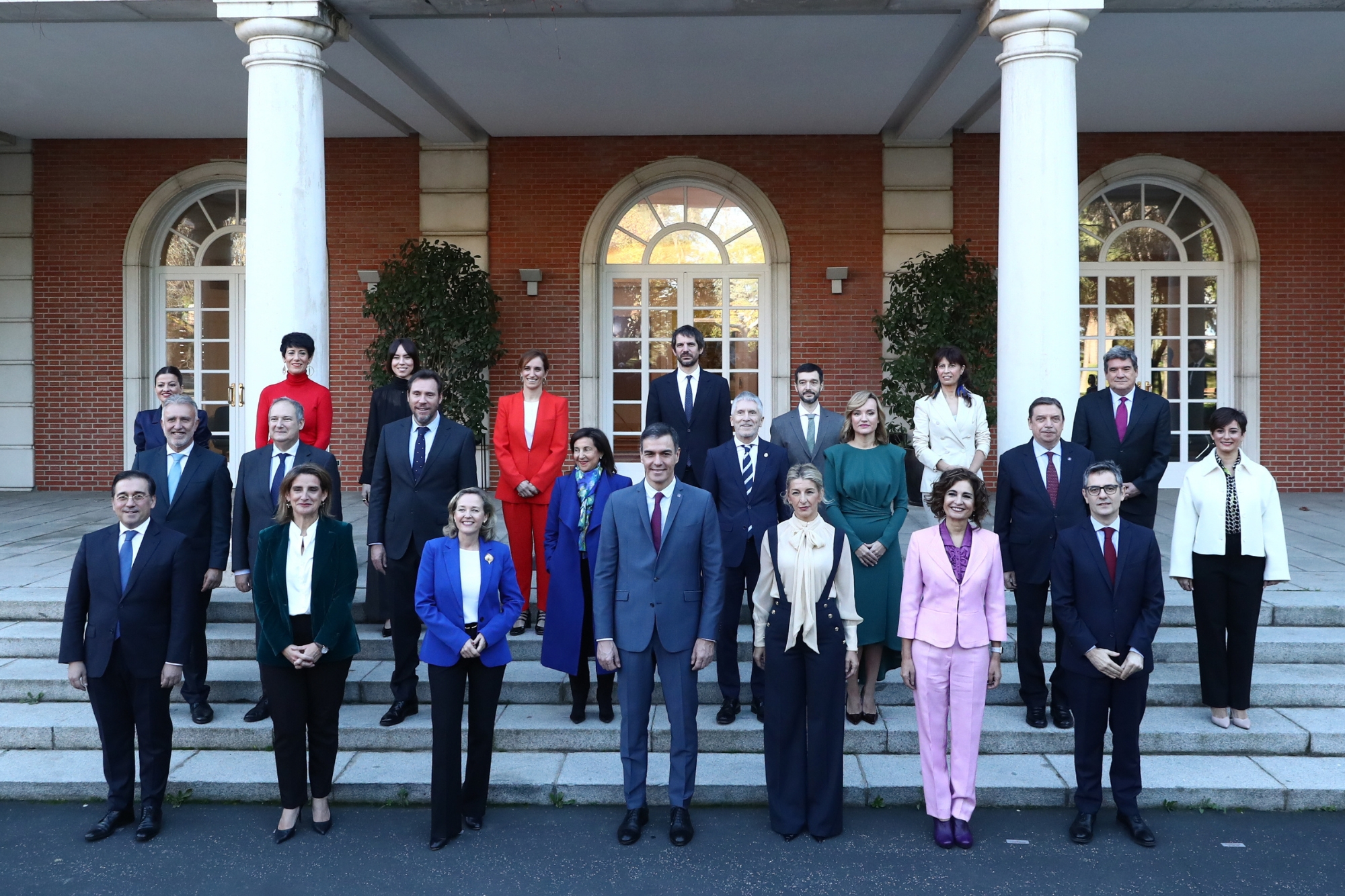
Photo de famille du gouvernement Sánchez III au lendemain de sa prise de fonction.

Les vice-présidents et ministres sont nommés par le monarque, sur proposition du président du gouvernement. Leurs fonctions prennent fin par la même procédure, ou par une démission de leur propre chef.
Lors de leur entrée en fonction, les ministres sont assermentés au palais de la Zarzuela, devant le souverain, le président, le ministre de la Justice — en sa qualité de grand notaire du Royaume — et les présidents des chambres des Cortes Generales.
La formule du serment est fixée par un décret du 5 avril 1979. La prestation se fait sous la forme d'une affirmation — alors que les parlementaires jurent en répondant « oui » à une question — et les ministres ont le choix entre jurer (en espagnol : Juramento) ou promettre (Promesa).
La formule est ainsi prononcée : 
« Juro/Prometo, por mi conciencia y honor, cumplir fielmente las obligaciones del cargo ... con lealtad al Rey, guardar y hacer guardar la Constitución como norma fundamental del Estado, así como mantener el secreto de las deliberaciones del Consejo de Ministros. »
« Je jure/promets, en conscience et sur mon honneur, de remplir fidèlement les obligations de la fonction de [fonction occupée], loyalement envers le roi, défendre et faire défendre la Constitution comme norme fondamentale de l'État, ainsi que de garder secrètes les délibérations du Conseil des ministres. »
Lors de l'assermentation du gouvernement de Pedro Sánchez le 7 juin 2018, la vice-présidente Carmen Calvo improvise une modification de la formule du serment. Faisant référence au fait que la majorité des ministres de ce cabinet sont des femmes, elle jure de garder secrète les délibérations « del Consejo de Ministras y Ministros ». Elle est imitée par 12 de ses collègues.
Lorsque les fonctions d'un ministre prennent fin (cese), il en est relevé par décret du monarque, contresigné par le président du gouvernement. En cas de démission, le décret de cessation contient la formule « le remerciant pour les services rendus » (agradeciéndole los servicios prestados).

## Principes
Le fonctionnement du Gouvernement espagnol est régi par trois principes : le principe de la direction présidentielle (principio de dirección de presidencia), qui veut que le président du gouvernement dirige et coordonne l'action du Gouvernement ; le principe de responsabilité solidaire et d'action collégiale (principio de responsabilidad solidaria y acción colegiada), selon lequel chaque ministre est politiquement responsable des actes décidés par le gouvernement ; et le principe ministériel (principio departamental), en vertu duquel chaque ministre dispose, dans ce cadre, d'une autonomie et responsabilité propres.

## Fonctions
La politique gouvernementale s'articule autour d'un programme approuvé par le Congrès des députés.
En vertu de l'article 97 de la Constitution espagnole de 1978, « le Gouvernement dirige la politique intérieure et extérieure, l'administration civile et militaire, et la défense de l'État. Il exerce le pouvoir exécutif et pouvoir réglementaire, conformément à la Constitution et à la loi ».
Il lui revient de proposer des projets de loi (proyectos de ley), qui ont priorité sur les propositions de loi, aux Cortes Generales, mais également d'approuver les décrets, décrets-lois et autres règlements. Il élabore le budget de l'État (presupuestos generales del Estado, PGE), qui doit être soumis à l'examen et au vote du Parlement, et réalise la planification économique en vue d'harmoniser et équilibrer le développement régional.
Le cas échéant, un ou plusieurs ministres, en complément du président du gouvernement, peut être appelé à contresigner (refrendar) un acte du roi d'Espagne, dont il endosse alors la responsabilité. Le Gouvernement, réuni en Conseil des ministres, conseille également son chef lorsque celui-ci souhaite poser la question de confiance au Congrès des députés ou demander la dissolution des Cortes.
Enfin, c'est à lui qu'il revient de proposer la nomination du procureur général de l'État (Fiscal General del Estado), ainsi que de deux membres du Tribunal constitutionnel, devant lequel il peut déposer un recours en inconstitutionnalité d'une loi nationale ou régionale.

### Délégations du gouvernement

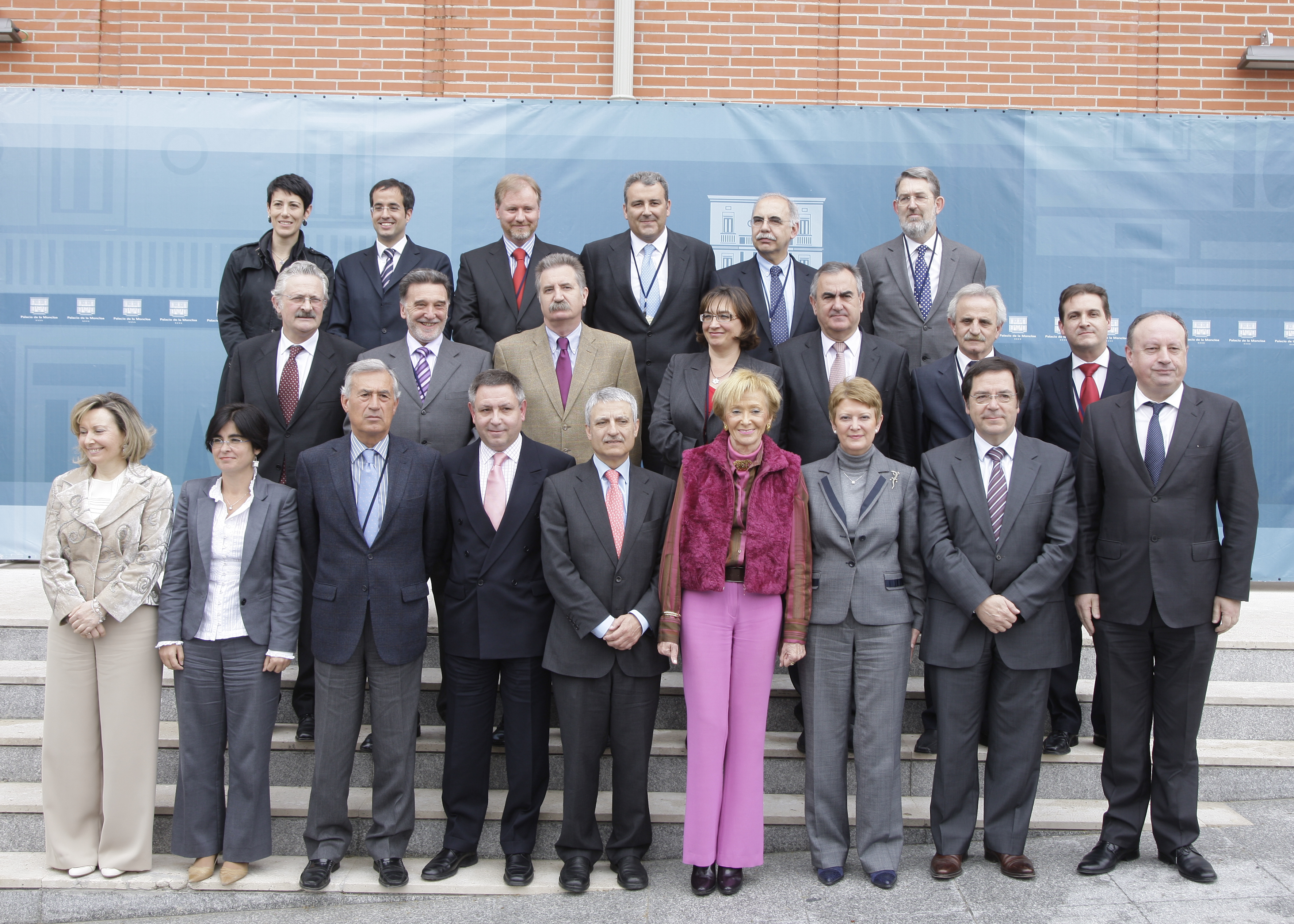
La ministre de la Présidence María Teresa Fernández de la Vega pose avec les délégués du gouvernement en avril 2010.

Bien que l'Espagne soit un État fortement décentralisé, elle reste un État unitaire, et donc le gouvernement dispose d'un représentant dans chaque communauté autonome. Celui-ci, soumis au ministère de la Politique territoriale et au ministère de l'Intérieur, porte le titre de « délégué du gouvernement » (Delegado del Gobierno). Chaque province dispose également d'un représentant gouvernemental, dénommé « sous-délégué du gouvernement » (Subdelegado del Gobierno). Jusqu'en 1997, il portait le titre de « gouverneur civil » (gobernador civil).

### Gestion des affaires courantes
En vertu de l'article 101 de la Constitution, « les fonctions du Gouvernement cessent après la tenue des élections générales, l'adoption d'une motion de censure, le rejet d'une question de confiance, la démission ou le décès de son président. ». Le Gouvernement sortant (en espagnol : Gobierno cesante) assume la gestion des affaires courantes (en espagnol : en funciones) jusqu'à la formation d'un nouveau cabinet.
| Gouvernement | Gouvernement | Président                    | Dates                                                  | Cause                  |
| ------------ | ------------ | ---------------------------- | ------------------------------------------------------ | ---------------------- |
|              | Suárez II    | Adolfo Suárez                | 2 mars – 5 avril 1979 1 mois et 3 jours                | Élections générales    |
|              | Suárez III   | Adolfo Suárez                | 30 janvier – 26 février 1981 27 jours                  | Démission du président |
|              | Calvo-Sotelo | Leopoldo Calvo-Sotelo        | 29 octobre – 2 décembre 1982 1 mois et 3 jours         | Élections générales    |
|              | González I   | Felipe González              | 23 juin – 25 juillet 1986 1 mois et 2 jours            | Élections générales    |
|              | González II  | Felipe González              | 30 octobre – 6 décembre 1989 1 mois et 6 jours         | Élections générales    |
|              | González III | Felipe González              | 7 juin – 13 juillet 1993 1 mois et 6 jours             | Élections générales    |
|              | González IV  | Felipe González              | 4 mars – 5 mai 1996 2 mois et 1 jour                   | Élections générales    |
|              | Aznar I      | José María Aznar             | 13 mars – 27 avril 2000 1 mois et 14 jours             | Élections générales    |
|              | Aznar II     | José María Aznar             | 15 mars – 17 avril 2004 1 mois et 2 jours              | Élections générales    |
|              | Zapatero I   | José Luis Rodríguez Zapatero | 13 mars – 13 avril 2008 1 mois                         | Élections générales    |
|              | Zapatero II  | José Luis Rodríguez Zapatero | 21 novembre – 21 décembre 2011 1 mois                  | Élections générales    |
|              | Rajoy I      | Mariano Rajoy                | 21 décembre 2015 - 3 novembre 2016 10 mois et 13 jours | Élections générales    |
|              | Rajoy II     | Mariano Rajoy                | 2 juin – 7 juin 2018 5 jours                           | Motion de censure      |
|              | Sánchez I    | Pedro Sánchez                | 29 avril 2019 – 13 janvier 2020 8 mois et 15 jours     | Élections générales    |
|              | Sánchez II   | Pedro Sánchez                | 25 juillet - 21 novembre 2023 3 mois et 27 jours       | Élections générales    |

## Réunions

### Conseil des ministres

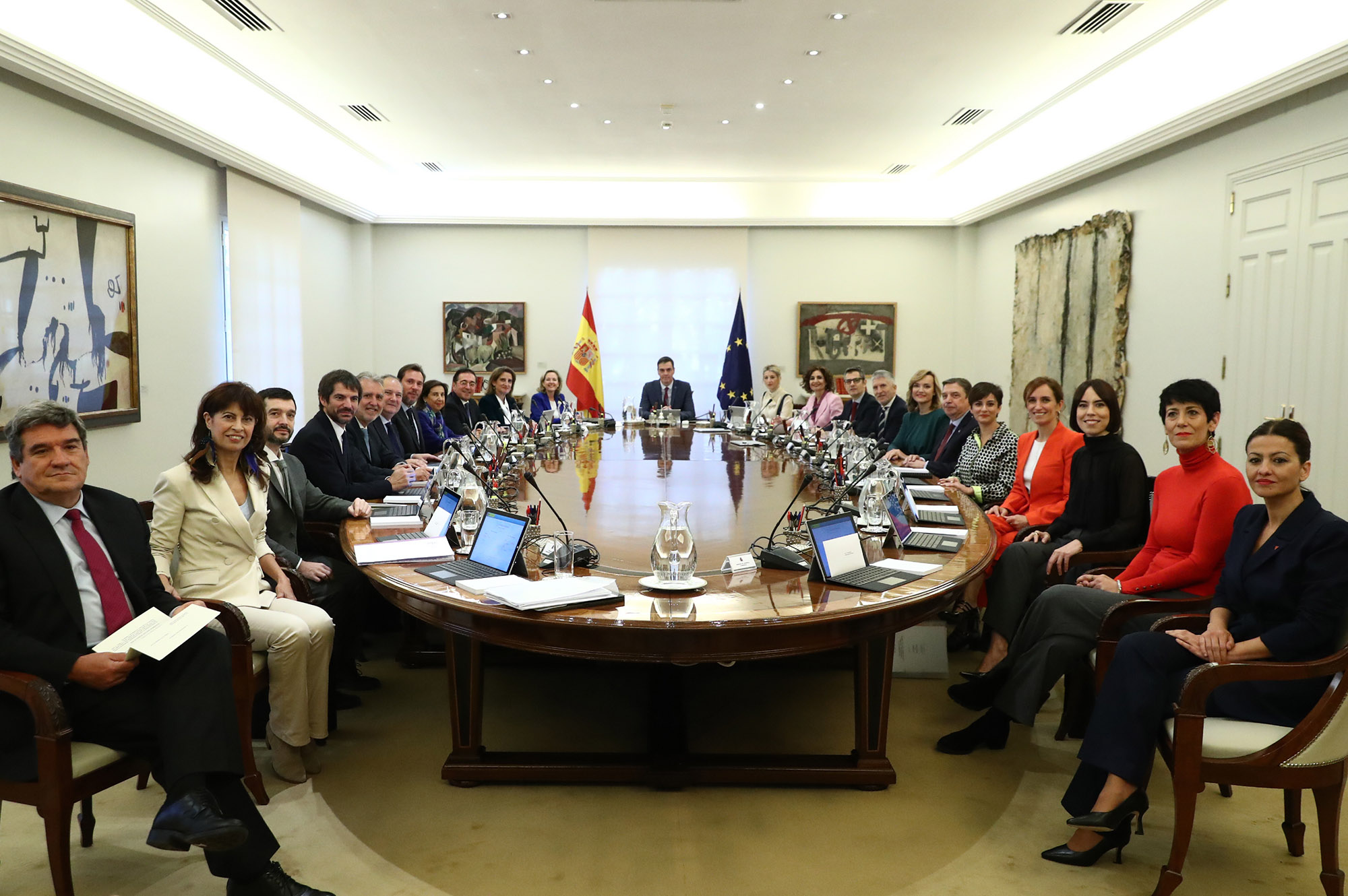
Première réunion du Conseil des ministres du gouvernement Sánchez III le 22 novembre 2023.

Organe collégial politique constitutionnel, formé des membres du Gouvernement, le Conseil des ministres (Consejo de Ministros) se réunit tous les mardis, au palais de La Moncloa, sous la présidence du président du gouvernement, le ministre de la Présidence occupant alors les fonctions de secrétaire du conseil. Exceptionnellement, la réunion peut avoir lieu un autre jour de la semaine, dans une autre ville, ou peut être présidée par le roi, sur proposition du président.
Les délibérations du Conseil des ministres sont secrètes, comme le rappelle le serment des ministres, et ses décisions sont prises, si nécessaires, à la majorité absolue.
À l'issue de chaque réunion, le porte-parole du gouvernement en fait un compte-rendu devant la presse.

### Commissions déléguées
Les commissions déléguées du gouvernement (Comisiones Delegadas del Gobierno) sont des organes collégiaux du Gouvernement réunissant certains ministres, en fonction de l'objet de la commission. Elles sont chargées de coordonner l'action des différents départements ministériels les intégrant, de résoudre les problèmes qui s'oppose à eux, ou d'élaborer des propositions conjointes qui seront soumises au Conseil des ministres.
Il y a actuellement cinq commissions déléguées, dont une est présidée par le président du gouvernement.

## Organes d'appui

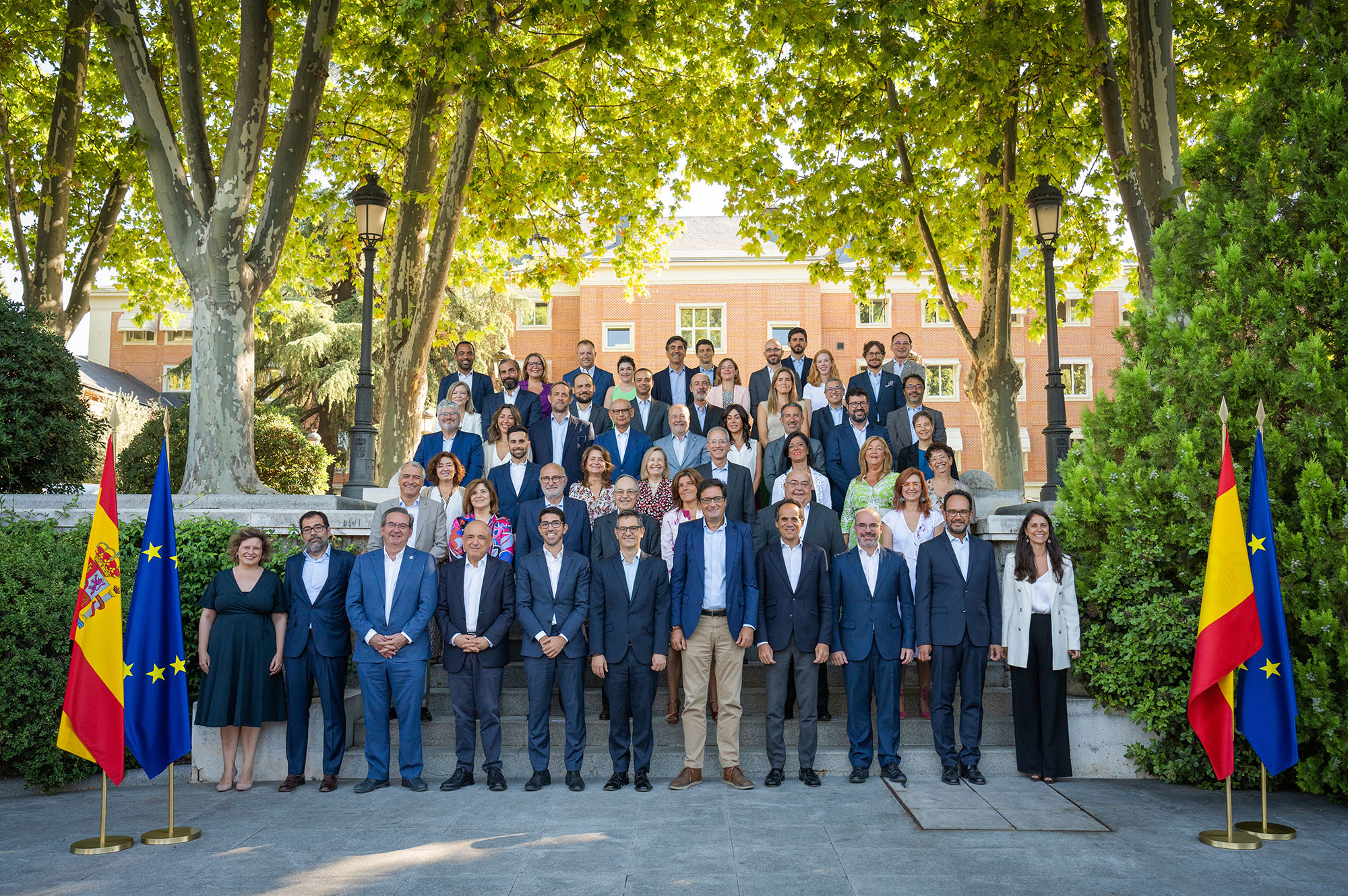
Le ministre de la Présidence, Félix Bolaños, et la commission générale des secrétaires d'État et sous-secrétaires en 2022.

En vertu de la loi du Gouvernement de 1997, le Gouvernement dispose de quatre organes de collaboration et de soutien : les secrétaires d'État (Secretarios de Estado), qui constituent des organes supérieurs de l'administration centrale directement responsable de l'exécution de la politique gouvernementale dans un secteur déterminé de l'activité d'un ministère ou de la présidence ; la commission générale des secrétaires d'État et sous-secrétaires (Comisión General de Secretarios de Estado y Subsecretarios), présidée en principe par le ministre de la Présidence et chargée de préparer les réunions du Conseil des ministres ; le secrétariat du Gouvernement (Secretariado del Gobierno), qui exerce un rôle technique de soutien à la préparation des réunions ministérielles ; et les cabinets (Gabinetes).

## Relations avec le pouvoir législatif
Les membres du Gouvernement ont accès au Congrès des députés, au Sénat et à leurs commissions, devant lesquels ils peuvent prendre la parole. Ils sont également tenus de répondre aux questions, interpellations et convocations qui leur sont adressées par les institutions parlementaires. Dans la mesure où le Gouvernement se trouve, en vertu de l'article 108 de la Constitution, « solidairement responsable de sa gestion politique » devant les députés, sa responsabilité peut être mise en cause par le vote d'une motion de censure constructive. En outre, le président du gouvernement, après avoir consulté le Conseil des ministres, peut poser la question de confiance au Congrès, ou demander la dissolution d'une des deux chambres au roi d'Espagne, voire de l'ensemble des Cortes Generales.

## Ministères

### Actuels
1. Ministère des Affaires étrangères, de l'Union européenne et de la Coopération
2. Ministère de la Présidence, de la Justice et des Relations avec les Cortes
3. Ministère de la Défense
4. Ministère des Finances
5. Ministère de l'Intérieur
6. Ministère des Transports et de la Mobilité durable
7. Ministère de l'Éducation, de la Formation professionnelle et des Sports
8. Ministère du Travail et de l'Économie sociale
9. Ministère de l'Industrie et du Tourisme
10. Ministère de l'Agriculture, de la Pêche et de l'Alimentation
11. Ministère de la Politique territoriale et la Mémoire démocratique
12. Ministère du Logement et des Programmes urbains
13. Ministère de la Transition écologique et du Défi démographique
14. Ministère de la Culture
15. Ministère de l'Économie, du Commerce et des Entreprises
16. Ministère de la Santé
17. Ministère des Droits sociaux, de la Consommation et de l'Agenda 2030
18. Ministère de la Science, de l'Innovation et de l'Enseignement supérieur
19. Ministère de l'Égalité
20. Ministère de l'Inclusion, de la Sécurité sociale et des Migrations
21. Ministère de la Transformation numérique et de la Fonction publique
22. Ministère de la Jeunesse et de l'Enfance

### Anciens
- Ministère du Commerce et du Tourisme (1977-1980 ; 1993-1996)
- Ministère des Travaux publics (1977-1991)
- Ministère de l'Économie et des Finances (1982-2000 ; 2004-2011)
- Ministère du porte-parole du gouvernement (1988-1993)
- Ministère de la Justice et de l'Intérieur (1994-1996)
- Ministère de l'Équipement (1996-2023)
- Ministère de l'Éducation, de la Culture et des Sports (1996-2004 ; 2011-2018)
- Ministère de l'Agriculture et de l'Environnement (2008-2018)
- Ministère de l'Énergie, du Tourisme et du Numérique (2016-2018)
- Ministère de la Justice (1977-1994 ; 1996-2023)
- Ministère de la Présidence (1979-2023)
- Ministère de la Consommation (2020-2023)
- Ministère de l'Enseignement supérieur (2020-2023)

## Gouvernement actuel
| Portefeuille | Titulaire | Titulaire                           |
| --- | --------- | ----------------------------------- |
| Président du gouvernement Presidente del Gobierno                                                                                          |           | Pedro Sánchez Pérez-Castejón        |
| Première vice-présidente du gouvernement Vicepresidenta Primera del Gobierno                                                               |           | María Jesús Montero Cuadrado        |
| Deuxième vice-présidente du gouvernement Vicepresidenta Segunda del Gobierno                                                               |           | Yolanda Díaz Pérez                  |
| Troisième vice-présidente du gouvernement Vicepresidenta Tercera del Gobierno                                                              |           | Sara Aagesen Muñoz                  |
| Ministre des Affaires étrangères, de l'Union européenne et de la Coopération Ministro de Asuntos Exteriores, Unión Europea y Cooperación   |           | José Manuel Albares Bueno           |
| Ministre de la Présidence, de la Justice et des Relations avec les Cortes Ministro de la Presidencia, Justicia y Relaciones con las Cortes |           | Félix Bolaños García                |
| Ministre de la Défense Ministra de Defensa                                                                                                 |           | María Margarita Robles Fernández    |
| Ministre des Finances Ministra de Hacienda                                                                                                 |           | María Jesús Montero Cuadrado        |
| Ministre de l'Intérieur Ministro del Interior                                                                                              |           | Fernando Grande-Marlaska Gómez      |
| Ministre des Transports et de la Mobilité durable Ministro de Transportes y Movilidad Sostenible                                           |           | Óscar Puente Santiago               |
| Ministre de l'Éducation, de la Formation professionnelle et des Sports Ministra de Educación, Formación Profesional y Deportes             |           | María del Pilar Alegría Continente  |
| Ministre du Travail et de l'Économie sociale Ministra de Trabajo y Economía Social                                                         |           | Yolanda Díaz Pérez                  |
| Ministre de l'Industrie et du Tourisme Ministro de Industria y Turismo                                                                     |           | Jordi Hereu i Boher                 |
| Ministre de l'Agriculture, de la Pêche et de l'Alimentation Ministro de Agricultura, Pesca y Alimentación                                  |           | Luis Planas Puchades                |
| Ministre de la Politique territoriale et de la Mémoire démocratique Ministro de Política Territorial y Memoria Democrática                 |           | Ángel Víctor Torres Pérez           |
| Ministre de la Transition écologique et du Défi démographique Ministra para la Transición Ecológica y el Reto Demográfico                  |           | Sara Aagesen Muñoz                  |
| Ministre du Logement et des Programmes urbains Ministra de Vivienda y Agenda Urbana                                                        |           | Isabel Rodríguez García             |
| Ministre de la Culture Ministro de Cultura                                                                                                 |           | Ernest Urtasun i Domènech           |
| Ministre de l'Économie, du Commerce et des Entreprises Ministro de Economía, Comercio y Empresa                                            |           | Carlos Cuerpo Caballero             |
| Ministre de la Santé Ministra de Sanidad                                                                                                   |           | Mónica García Gómez                 |
| Ministre des Droits sociaux, de la Consommation et de l'Agenda 2030 Ministro de Derechos Sociales, Consumo y Agenda 2030                   |           | Pablo Bustinduy Amador              |
| Ministre de la Science, de l'Innovation et de l'Enseignement supérieur Ministra de Ciencia, Innovación y Universidades                     |           | Diana Morant Ripoll                 |
| Ministre de l'Égalité Ministra de Igualdad                                                                                                 |           | Ana María del Carmen Redondo García |
| Ministre de l'Inclusion, de la Sécurité sociale et des Migrations Ministra de Inclusión, Seguridad Social y Migraciones                    |           | Elma Saiz Delgado                   |
| Ministre de la Transformation numérique et de la Fonction publique Ministro para la Transformación Digital y de la Función Pública         |           | Óscar López Águeda                  |
| Ministre de la Jeunesse et de l'Enfance Ministra de Juventud e Infancia                                                                    |           | Sira Abed Rego                      |
| Porte-parole du gouvernement Portavoz del Gobierno                                                                                         |           | María del Pilar Alegría Continente  |